# Пантелеимон (Луговой)
Митрополи́т Пантелеи́мон (в миру Михаил Васильевич Луговой, укр. Михайло Васильович Луговий; род. 11 мая 1967, село Копанки, Калушский район, Ивано-Франковская область, УССР) — архиерей Украинской православной церкви, митрополит Уманский и Звенигородский. Тезоименитство — 9 августа.

## Биография
Родился 11 мая 1967 года в селе Копанки Калушского района Ивано-Франковской области в семье рабочих.
В 1984 году окончил среднюю школу № 3 города Калуша и поступил на педагогический факультет Ивано-Франковского государственного педагогического института им. Василия Стефаника.
В 1985 году был призван в ряды Советской Армии, с которой демобилизовался весной 1987 года. С этого времени продолжал учёбу в институте.
В 1989—1990 годы, будучи студентом последнего курса, нёс послушание в Спасо-Преображенском Гошевском мужском монастыре Ивано-Франковской епархии. Покинул монастырь в связи с его захватом униатами.
В 1990 году окончил Ивано-Франковский педагогический институт и поступил в Киевскую духовную семинарию, а в 1993 году — в Киевскую духовную академию.
В 1996 году на кафедре истории Православия на Руси защитил диссертацию «Церковные братства Украины и Белоруссии как оплот Православия» со степенью кандидата богословия.
В августе того же года назначен преподавателем и старшим помощником инспектора Киевской духовной академии и семинарии.
21 сентября 1996 года епископом Криворожским и Никопольским Ефремом (Кицаем) рукоположён в сан диакона.
9 ноября 1996 года митрополитом Киевским и всея Украины Владимиром (Сабоданом) рукоположён в сан священника.
20 марта 1997 года проректором Киевской духовной академии архимандритом Митрофаном пострижен в монашество с именем Пантелеимон в честь святого великомученика и целителя Пантелеимона.
9 июля 1997 года митрополитом Киевским и всея Украины возведен в сан игумена.
С 1 августа 1997 года по 29 августа 2004 года — секретарь Ученого Совета Киевской духовной академии.
К Пасхе 1999 года возведён в сан архимандрита.
29 мая 2000 года назначен на должность доцента кафедры общецерковной истории Киевской духовной академии.
С мая 2001 года по сентябрь 2005 года — заведующий кафедрой общецерковной истории Киевской духовной академии.
С сентября 2005 года — клирик Свято-Пантелеимоновского женского монастыря в Феофании Киев.
С сентября 2005 года — преподаватель и доцент кафедры философии, политологии и права Киевского славистического университета.

### Архиерейство
18 октября 2007 года решением Священного синода Украинской православной церкви архимандриту Пантелеимону определено быть епископом Ивано-Франковским и Коломыйским. В этот же день в синодальном зале при резиденции предстоятеля Украинской православной церкви в Киево-Печерской лавре состоялось его наречение во епископа. 19 октября в Трапезном храме во имя преподобных Антония и Феодосия Печерских состоялась архиерейская хиротония епископа Ивано-Франковского и Коломыйского Пантелеимона, которую совершили митрополит Киевский и всея Украины Владимир (Сабодан), митрополит Луганский и Алчевский Иоанникий (Кобзев), архиепископ Ровенский и Острожский Варфоломей (Ващук), архиепископ Херсонский и Таврический Иоанн (Сиопко), архиепископ Криворожский и Никопольский Ефрем (Кицай), архиепископ Белоцерковский и Богуславский Митрофан (Юрчук), епископ Бориспольский Антоний (Паканич), епископа Нежинский и Батуринский Ириней (Семко) и епископ Северодонецкий и Старобельский Иларий (Шишковский).
28 августа 2014 года в Успенском соборе Киево-Печерской лавры митрополитом Киевским и Киевским и всей Украины Онуфрием (Березовским) возведён в сан архиепископа.
23 декабря 2014 года назначен архиепископом Шепетовским и Славутским.
29 января 2016 года назначен архиепископом Уманским и Звенигородским.
17 августа 2018 года митрополитом Киевским и всея Украины Онуфрием (Березовским) возведён в сан митрополита.